# Zamek w Rohatynie
Zamek w Rohatynie – wybudowany w 1567 r. nad Gniłą Lipą, dopływem Dniestru.

## Historia
Do poważnego zniszczenia warowni doprowadziły wojny z Kozakami oraz polsko-rosyjskie w XVII w. Według spisów podskarbińskich z 1770 r. w skład starostwa niegrodowego w Rohatynie wchodziły: miasto Rohatyn, zamek i pięć wsi. W tym okresie posiadaczem dóbr był Józef Bielski. Od 24 czerwca 1775 r. majątek trafił do księżnej Zofii Lubomirskiej, oddany przez rząd austriacki jako częściowe wynagrodzenie za zajęcie jej rodowych posiadłości w Dobromilu.

## Architektura
Warownia składała się z trzech budynków mieszkalnych z piwnicami oraz pomieszczeń gospodarczych: kuchni, piekarni i spiżarni, położonych w drugiej jej części. Dwie bramy, zabezpieczone mostami zwodzonymi, umożliwiały wjazd do zamku. Jedna droga do warowni poprowadzona była przez cmentarz, o czy wspomina lustracja z 1663 r.: Wjazd do zamku od miasta prowadzi przez cmentarz; zamek jest dokoła otoczony wałem; pokoje są na piwnicach wybudowane; trzy budynki nakryte dachami, ale bardzo słabe, na lato będą rozbierane i stawiane inne; po drugiej stronie zamku: kuchnia, piekarnia, spiżarnia.